# 许杰 (1901年9月)
许杰（1901年9月16日—1993年9月25日），字士仁，笔名张子三，男，浙江天台人，中国作家、文学评论家，曾任复旦大学教授、华东师范大学教授兼中文系主任。许杰曾在反右運動期間被打成了右派，直到文革后，许杰才重新执教。